# Playz
Playz (pronunciado /pléis/) es la plataforma de contenidos exclusivamente digitales del departamento de Interactivos de RTVE. Es un espacio con contenidos en abierto que se lanzó oficialmente el 30 de octubre de 2017 aunque la serie digital Si fueras tú, estrenada casi dos meses antes, es el primer contenido producido para este espacio dirigido a una audiencia más joven que la que ve La 1 de TVE. La plataforma ha producido también series digitales de ficción como Mambo, Dorien, Inhibidos, Neverfilms, Colegas, Bajo la red, Boca norte, Drama o Antes de perder; el programa sobre freestyle Réplica, el dedicado a música urbana Mixtape, el programa de debate Gen Playz, el espacio de humor Gente viva y los programas de entretenimiento Cam On, The Challengers, Nochevieja Playz o Campanadas Playz, entre otros.

### Ficción

#### 2017
| Título       | Estreno                  | Final                   | Temporadas                | Estado     |
| ------------ | ------------------------ | ----------------------- | ------------------------- | ---------- |
| Si fueras tú | 11 de septiembre de 2017 | 30 de octubre de 2017   | 1 temporada, 8 episodios  | Finalizado |
| Dorien       | 30 de octubre de 2017    | 6 de febrero de 2018    | 1 temporada, 5 episodios  | Finalizado |
| Colegas      | 30 de octubre de 2017    | 13 de marzo de 2018     | 1 temporada, 6 episodios  | Finalizado |
| Mambo        | 30 de octubre de 2017    | 6 de noviembre de 2018  | 2 temporadas 12 episodios | Finalizado |
| Inhibidos    | 8 de noviembre de 2017   | 26 de diciembre de 2017 | 1 temporada, 7 episodios  | Finalizado |

#### 2018
| Título        | Estreno                  | Final                    | Temporadas                 | Estado     |
| ------------- | ------------------------ | ------------------------ | -------------------------- | ---------- |
| Neverfilms    | 31 de enero de 2018      | 13 de junio de 2019      | 2 temporadas, 40 episodios | Finalizado |
| El punto frío | 19 de abril de 2018      | 7 de mayo de 2018        | 1 temporada, 6 episodios   | Finalizado |
| Cupido        | 16 de mayo de 2018       | 20 de junio de 2018      | 1 temporada, 6 episodios   | Finalizado |
| Limbo         | 26 de junio de 2018      | 19 de julio de 2018      | 1 temporada, 8 episodios   | Finalizado |
| Bajo la red   | 12 de septiembre de 2018 | 18 de septiembre de 2019 | 2 temporadas, 13 episodios | Finalizado |
| Wake Up       | 8 de noviembre de 2018   | 12 de diciembre de 2018  | 1 temporada, 6 episodios   | Finalizado |
| Abducidos     | 12 de diciembre de 2018  | 12 de diciembre de 2018  | 1 temporada 6 episodios    | Finalizado |

#### 2019
| Título          | Estreno             | Final               | Temporadas               | Estado     |
| --------------- | ------------------- | ------------------- | ------------------------ | ---------- |
| Boca Norte      | 23 de enero de 2019 | 23 de enero de 2019 | 1 temporada, 6 episodios | Finalizado |
| Antes de Perder | 7 de marzo de 2019  | 13 de marzo de 2019 | 1 temporada, 7 episodios | Finalizado |

#### 2020
| Título | Estreno              | Final                    | Temporadas                 | Estado     |
| ------ | -------------------- | ------------------------ | -------------------------- | ---------- |
| Drama  | 4 de febrero de 2020 | 18 de febrero de 2020    | 1 temporada, 6 episodios   | Finalizado |
| Grasa  | 12 de mayo de 2020   | 27 de septiembre de 2021 | 2 temporadas, 12 episodios | Finalizado |

#### 2021
| Título | Estreno                 | Final                   | Temporadas               | Estado     |
| ------ | ----------------------- | ----------------------- | ------------------------ | ---------- |
| Riders | 12 de mayo de 2021      | 16 de junio de 2021     | 1 temporada, 6 episodios | Finalizado |
| Yrreal | 17 de noviembre de 2021 | 17 de noviembre de 2021 | 1 temporada, 6 episodios | Finalizado |

#### 2022
| Título       | Estreno             | Final                 | Temporadas                 | Estado     |
| ------------ | ------------------- | --------------------- | -------------------------- | ---------- |
| Ser o no ser | 30 de marzo de 2022 | 11 de octubre de 2023 | 2 temporadas, 12 episodios | Finalizado |

#### 2024
| Título    | Estreno               | Final                 | Temporadas                | Estado     |
| --------- | --------------------- | --------------------- | ------------------------- | ---------- |
| Dieciocho | 23 de octubre de 2024 | 23 de octubre de 2024 | 1 temporadas, 6 episodios | Finalizado |

### Formatos originales
- Nosotrxs somos
- GRL PWR
- Surfeando Sofás
- Playchez
- OT Visión
- The Challengers
- Etiquétame
- Gente viva
- Señoras Fetén
- Réplica
- Gen Playz
- Tintas
- Whaat?!
- Iconos Playz
- Festivales Playz
- Batallas legendarias
- Llámalo X
- La cámara de Gesell
- Tik Talking
- PlayzFree
- (IN)Voluntarios
- ¡Qué hombres!
- Está el horno para bollos
- Al cielo con ella
- Rivers Cam
- Play Zeta
- Germen

### Documentales
- Binario
- Generación Instantánea
- Mixtape

### Especiales
- Campanadas de fin de año (2016 - presente)
- Premios Goya (2018 - presente)
- Amaia, Alfred y amigos (2018)
- Arenal Sound (2018)
- Nochevieja Playz (2018)
- El gran secuestro (2019)
- 1990:La victoria decisiva (2021)
- 8M: Las mujeres facturan (2024)
- Benidorm Calling

## Presentadores
Playz cuenta con una cantera propia de presentadores que han pasado por algunos de sus muchos formatos originales desde su creación en RTVE:
- Inés Hernand
- Darío Eme Hache
- Henar Álvarez
- Masi Rodríguez
- Marina Rivers
- Noemí Casquet
- Mario Marzo
- Tote Fernández
- Ares Teixidó
- Paula Blas
- Jordi Cruz (presentador)
- Leticia Romero
- María Esclapez
- Mayichi
- Melerus
- Belén Santo
- Miriam Martín
- Hamza Zaidi

## Recepción
En septiembre de 2017 se presentó Si fueras tú en el FesTVal de Vitoria y se avanzó que en octubre se presentaría Playz. El 30 de octubre de 2017, en un evento en la Casa del Lector del Matadero de Madrid, se presentó oficialmente el espacio.
"Series de televisión con un espíritu más juvenil, contenido viral y programas cortos que puedan ser consumidos en píldoras de 10 minutos a través de móvil o tablet. TVE se moderniza, llamando a las puertas de los más jóvenes y de aquellos que no saben ver la televisión sin un móvil en la mano" (Bluper)
"La idea detrás de cada serie y, sobre todo, el concepto sobre el que gira esta plataforma llamada Playz es sumamente interesante. La personalización y la interacción son elementos claves para identificarse con las historias y aquí se va un paso más allá" (Urban tecno)
La primera temporada de Mambo, que ha tenido un gran éxito de audiencia, ha resultado finalista de los Premios Zapping de Televisión como mejor serie del año. Además, Si fueras tú ha sido elegida entre los mejores dramas digitales en el Festival Internacional de Nueva York.

## Premios
Los contenidos de Playz han cosechado hasta el momento los siguientes premios:
- Medalla de plata en el Festival Internacional de Cine y TV de Nueva York para Si fueras tú como mejor drama en soporte digital.[8]
- Premios Ondas como mejor contenido de emisión digital 2019 a Boca Norte.[9]
- Mención de honor en los Prix Italia 2019 en la categoría de Entertainment Web para Bajo la red.[10]
- Premio Lovie de Plata 2019 por el mejor uso de stories a Una Nochevieja inolvidable.[11]
- Mención de honor en los Premios Webby 2019 por el mejor uso de stories a Una Nochevieja inolvidable.[12]
- Globo de Oro en el World Media Festival de Hamburgo 2019 a Bajo la red[13]
- Mención de honor en los Premios Webby 2020 en la categoría de Raro y Experimental a El gran secuestro.[14]
- Premio Lovie de Oro 2020 por el mejor contenido digital de entretenimiento a nivel europeo a Mixtape.[15]
- Premio Lovie de Bronce 2020 por el mejor uso de vídeo social a El gran secuestro.[15]
- Globo de Plata en el World Media Festival de Hamburgo 2020 a El gran secuestro.[16]
- Premio ODA 2024 a la Mejor Ficción para Dieciocho como mejor drama en soporte digital.[17]
- Premio en la Sección Nacional del 11º Serielizados Fest para Dieciocho como mejor reparto.[18]
- Mención especial en los Prix Europa para Dieciocho en la categoría mejor miniserie de ficción de video.[19]